# Рёгнвальд IV (король Мэна)
Рёгнвальд IV Годредарсон (др.-сканд. Rögnvaldr Guðrøðarson, гэльск. Raghnall mac Godhfhraidh, Raghnall mac Gofhraidh, Raghnall mac Gofraidh, Raghnall Ua Gofraidh an Mhearáin, Ragnall mac Gofraid, англ. Ragnall Godredsson) (умер 14 февраля 1229) — король Мэна и Островов (1187—1226), старший сын Годреда II Олафссона, короля Островов и Дублина. Его отец назначил свои наследником младшего сына Олафа, но после смерти Годреда в 1187 году мэнцы избрали своим королём его старшего брата Рёгнвальда, так как Олаф был ещё ребёнком. Рёгнвальд управлял Королевством Островов в течение почти сорока лет, пока в 1226 году не был свергнут своим братом Олафом.

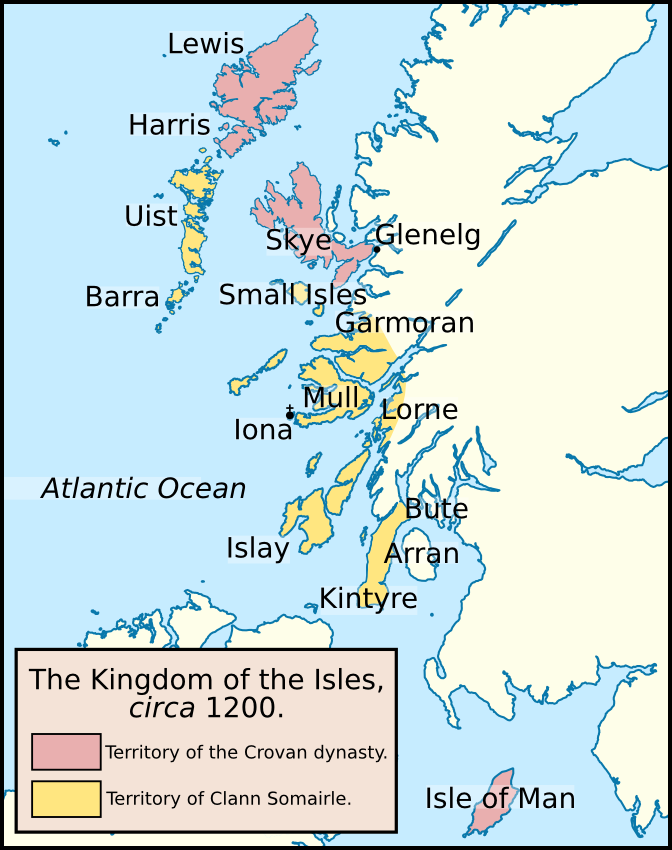
Карта Королевства Островов около 1200 года. Владения Крованов граничат с владениями клана Сомерли (потомков Сомерленда)

Известный в одном из скандинавских источников как «величайший воин в западных землях», король Рёгнвальд Годредарсон предоставил шотландскому королю Вильгельму Льву военную помощь против оркнейского ярла Харальда Маддадссона. В течение короткого времени отряды Рёгнвальда захватили область Кейтнесс, принадлежавшую Харальду Маддадссону. Как и его предшественники, Рёгнвальд был тесно связан с правителями Северного Уэльса. Его неназванная дочь была обручена с Родри ап Оуайном, лордом Западного Гвинеда (1135—1195). В 1193 году Рёгнвальд оказал военную помощь Родри против его противников в Уэльсе. Рёгнвальд также был вовлечен в ирландские дела, так как он был шурином англо-нормандского феодала Джона де Курсии оказывал ему военное содействие.
Король Мэна Рёгнвальд Годредарсон признавал ленную зависимость от королей Англии Иоанна Безземельного (1205) и Генриха III Плантагенета (1219). Взамен английские монархи обещали Рёгнвальду военную помощь против любых его противников. Рёгнвальд обязался защищать интересы Английского королевства в Ирландском море. В первой половине XIII века норвежские короли стали вновь претендовать на Гебридские острова, в 1210 году острова стали жертвой разорительной военной экспедиции. Король Мэна Рёгнвальд вынужден был признать вассальную зависимость от короля Норвегии Инги Бордссона (1204—1217). В 1219 году мэнский король Рёгнвальд признал себя ленником папы римского Гонория III и обязался платить вечную дань папскому престолу.
Олаф Чёрный, младший сводный брат Рёгнвальда, получил во владение остров Льюис-энд-Харрис и был недоволен своим доменом. Он попросил у старшего брата увеличить его владения, но был схвачен и отправлен в Шотландию, где король Вильгельм Лев заключил его в тюрьму, в которой он провёл около семи лет. В 1214 году после смерти Вильгельма Льва Олаф был освобожден из заключения и вернулся из Шотландии на острова. Олаф примирился с Рёгнвальдом, который устроил его брак с сестрой своей жены. Позднее Олаф добился от церкви аннулирования этого брака и вторично женился на Кристине, дочери шотландского магната Ферхара, графа Росса. В 1220-х годах между обоими братьями началась междоусобица за королевский престол. Рёгнвальд заключил военный и династический союз с Аланом фиц Роландом, лордом Галлоуэя (ум. 1234). Дочь Рёгнвальда была выдана замуж за Томаса, внебрачного сына Алана. Мэнцы, недовольные этим союзом, в 1226 году свергли с трона Рёгнвальда и провозгласили новым королём его брата Олафа Чёрного. При военной поддержке Алана Галлоуэя Рёгнвальд начал борьбу со своим сводным братом Олафом за возвращение власти над Мэном и островами. 14 февраля 1229 года в битве при Тинвальде Рёгнвальд потерпел окончательное поражение от Олафа и был убит. Его тело было похоронено в аббатстве Сент-Мэри в Фернессе.

## Происхождение
Рёгнвальд был сыном Годреда II Олафссона, короля Островов (ум. 1187) и членом скандинавской династии Крованов. В середине XII века его отец Годред Олафссон унаследовал Королевство Островов, включавший Гебриды и остров Мэн. Вскоре он столкнулся со своим зятем Сомерлендом, лордом Аргайла (ум. 1164), который стремился подчинить близлежащие Гебридские острова. Сомерленд был женат на Рагнхильде, дочери короля Островов Олафа I. В 1156 году Сомерленд разгромил в битве Годреда и захватил Королевство Островов. В 1164 году после смерти Сомерленда Годред Олафссон вернул себе власть над Мэном и частью Гебрид, но потомки Сомерленда (клан Сомерли) сохранили за собой Внутренние Гебридские острова.
У Годреда была одна дочь Аффрика (ум. 1229) и три сына: Рёгнвальд, Иварр и Олаф. Женой Годреда Олафссона была с 1176/1177 года ирландская принцесса Финдгуала инген Нейл, внучка верховного короля Ирландии. Сам Годред видел своим наследником младшего сына Олафа, который был рожден в законном браке с Финдгуалой. В 1187 году после смерти мэнского короля Годреда жители избрали новым королём Мэна его старшего сына Рёгнвальда, так как его сводный брат Олаф был ещё ребёнком. Рёгнвальд был старшим сыном Годреда, но его матерью была наложница-ирландка.

## Отношения Рёгнвальда с Олафом

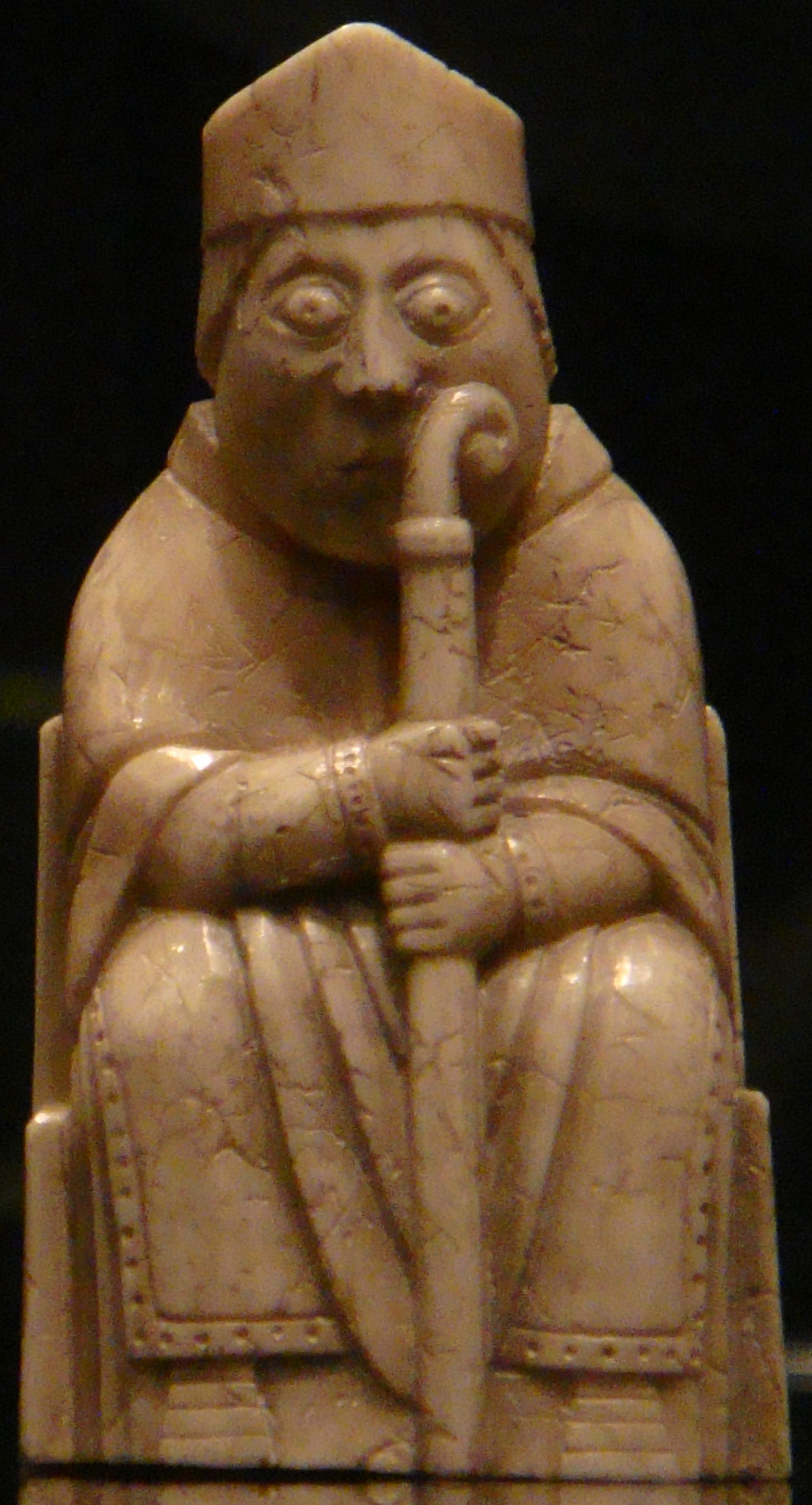
шахматная фигура епископа с острова Льюис

Согласно Хроникам Мэна, Рёгнвальд передал в удельное владение своему брату Олафу остров Льюис. Хроники описывают этот остров как гористый и скалистый, полностью непригодный для земледелия. Его небольшое население жило за счет охоты и рыболовства. На самом же деле Льюис является северной частью острова Льюис-энд-Харрис. Из-за бедности своих владений Олаф не был в состоянии поддерживать себя и своих воинов. Хроники Мэна заявляют, что Олаф отправился к старшему брату Рёгнвальду, который тогда находился на Гебридах, и попросил его увеличить свой домен. В ответ Рёгнвальд приказал схватить Олафа и отправил его к своему союзнику, королю Шотландии Вильгельму Льву, который заключил его в темницу. В шотландском заключении Олаф провел почти семь лет. В 1214 году после смерти Вильгельм Льва Олаф был свобожден из заключения и вернулся на острова. Олаф и Рёгнвальд встретились на острове Мэн, после чего Олаф отправился в паломничество в Сантьяго-де-Компостела в Испании.

## Отношения с Вильгельмом Львом

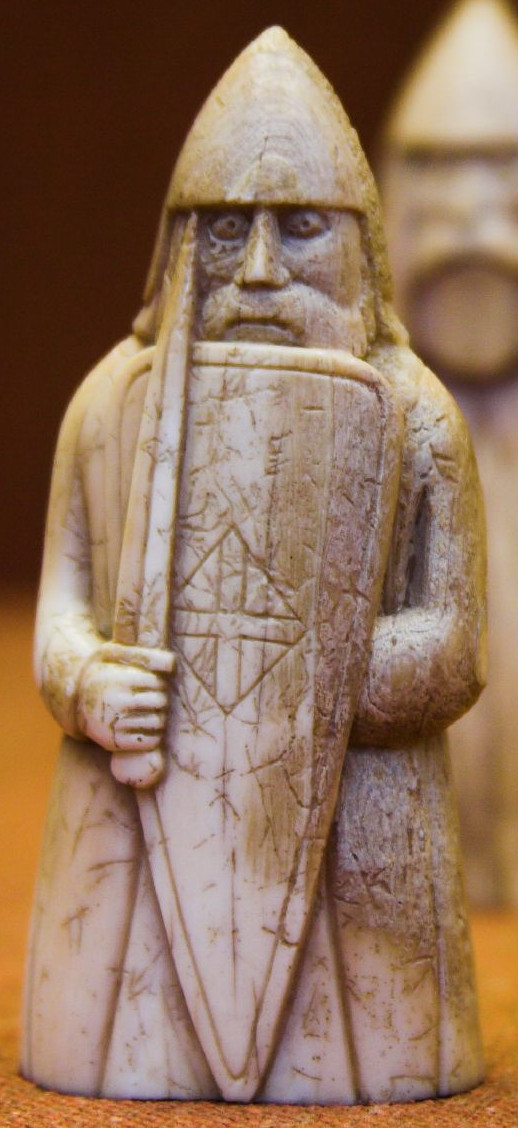
Одна из шахматных фигур с острова Льюис

Шотландский король Вильгельм Лев (1165—1214) столкнулся с рядом восстаний во время своего правления. В 1160-х годах оркнейский ярл Харальд Маддадссон (ум. 1206), развелся с первой женой и вторично женился на Хварфлод (по другим данным — Гормлет), дочери мормэра Морея Малькольма. Это стало поводом для напряженности между Харальдом и шотландским королём. В 1196 году Харальд Маддадссон, похоже, получил под свой контроль область Морей. Шотландский король Вильгельм назначил новым ярлом Оркни и Кейтнесса Харальда Эйрикссона. Харальд Эйрикссон, пользовавшийся поддержкой короля Вильгельма Льва, стал соправителем Харальда Маддадссона. В 1196 году ярл Оркнейский согласился выплачивать шотландскому королю дань за право владения Кейтнессом. В 1198 году по приказу последнего Харальд Эйрикссон был убит, а Харальд Маддадссон восстановил свою единоличную власть. «Сага об оркнейцах» сообщает, что шотландский король Вильгельм Лев, недовольный тем, что Оркнейский ярл Харальд взял под свой контроль Кейтнесс, поручил королю Мэна Рёгнвальду вступить в конфликт от имени короля Шотландии. Рёгнвальд с большим войском высадился в Кейтнессе и полностью подчинил эту область. С приходом зимы Рёгнвальд вернулся на острова, оставив трех наместников в Кейтнессе. Вскоре оркнейский ярл Харальд Маддадссон вернул Кейтнесс под свой контроль.
Английский хронист Роджер Ховеденский также упоминает об участии мэнского короля Рёгнвальда Годредарсона в борьбе между королём Вильгельмом Шотландским и оркнейским ярлом Харальдом Маддадссоном. Рёгнвальд находился в родстве с констеблем Шотландии Роландом фиц Утредом, лордом Голлоуэя (ум. 1200).

## Политика Рёгнвальда по отношению к соседям
Династия Крованов имела длительные связи с валлийскими правителями королевства Гвинед. Король Мэна Рёгнвальд принимал участие в междоусобицах валлийских князей. В 1190 году Родри II ап Оуайн, лорд Западного Гвинеда (1170—1195) был изгнан из Англси Лливелином вместе с Грифидом и Маредидом, сыновьями Кинана Мерионидского (ум. 1174). Хроника принцев сообщала, что Рёгнвальд поддерживал Родри в его повторном захвате Англси в 1194 году.
Аффрика, сестра короля Мэна Рёгнвальда, была женой англо-нормандского феодала Джона де Курси (1160—1219), сыгравшего важную роль в завоевании Ирландии. В 1204 году Джон де Курси потерпел поражение от Гуго де Ласи и лишился своих ирландских владений. Английский король пожаловал его домен своему приверженцу Гуго де Ласи (ум. 1242). В 1205 году Джон де Курси поднял восстание против королевской власти и получил военную помощь от своего шурина, мэнского короля Рёгнвальда. Хроники Мэна сообщают, что Джон де Курси с мэнскими отрядами высадился в Ирландии и осадил замок Дандрум, но был отражен Уолтером де Ласи (ум. 1241). Анналы Лох Ки сообщают, что Джон де Курси прибыл в Ирландию с мэнским флотом, но потерпел поражение от де Ласи.
В феврале 1205 года английский король Иоанн Безземельный принял короля Мэна Рёгнвальда по свой протекторат. В апреле 1206 года Рёгнвальд посетил Англию, где принес ленную присягу Иоанну. В 1210 году Иоанн Безземельный предпринял экспедицию в Ирландию с флотом из 500 кораблей. Часть английского войска высадилась на острове Мэн и в течение двух недель разоряла остров, взяв заложников.

## Между Норвегией и Англией
В период между кончиной короля Норвегии Магнуса Голоногого (1093—1103) и началом правления Хакона IV Хаконарсона (1217—1263) норвежское влияние на островах было незначительным из-за длительной гражданской войны в Норвегии. В середине XII века Годред Олафссон, отец Рёгнвальда, совершил поездку в Норвегию, где принес оммаж королю Инге Харальдссону (1136—1161). Нормандский хронист Роберт де Ториньи (ум. 1186) сообщал о встрече английского короля Генриха III Плантагенета с епископом Островов Вильгельмом, где было указано, что короли Островов обязаны платить норвежским королям десять марок золота.
В 1210 году норвежский король Инге Бордссон (1204—1217) организовал карательную экспедицию на острова, которые были разграблены. Король Мэна Рёгнвальд и его сын Годред отправились в Норвегию, где принесли ленную присягу на верность королю Инги, который утвердил за ними их владения.
В мае 1212 года мэнский король Рёгнвальд совершил поездку в Англию, где принес новую ленную присягу Иоанну Безземельному. Английский король Иоанн приказал своим сенешалям и наместникам в Ирландии оказывать Рёгнвальду военную помощь против норвежских викингов. Со своей стороны Рёгнвальд был обязан защищать интересы Англии в регионе Ирландского моря. В 1218 и 1219 годах мэнский король Рёгнвальд дважды ездил ко двору нового английского короля Генриха III Плантагенета, сына и преемника Иоанна Безземельного. Осенью 1219 года, находясь в Лондоне, Рёгнвальд передал остров Мэн под верховную власть папы римского Гонория III и обещал платить папскому престолу 20 марок стерлингов в качестве вечной дани.

## Борьба Рёгнвальда и Олафа за престол
Хроники Мэна сообщают, что после возвращения Олафа из паломничества Рёгнвальд женил его на сестре своей жены. Олаф вновь получил от брата во владение остров Льюис-энд-Харрис. При содействии нового епископа Островов Реджинальда позднее Олаф был разведён со своей женой на том основании, что раньше у него была наложница, которая являлась кузиной его жены. После развода Олаф вторично женился на Кристине, дочери шотландского магната Ферхара, графа Росса (ум. 1251). Хроники Мэна рассказывают, что королева, жена Рёгнвальда, стремилась посеять рознь между сводными братьями. Она тайно приказала своему сыну Годреду схватить и умертвить Олафа. Годред собрал силы на острове Скай и напал на Льюис-энд-Харрис, опустошив большую часть удела своего дяди. Однако Олаф смог спастись и бежал в Шотландию под защиту своего тестя, графа Росса Ферхара. Вскоре Олаф собрал силы и напал на Годреда на острове Скай. Годред был разбит в бою и взят в плен. Его сторонники были казнены, а он сам ослеплен и кастрирован.
В 1224 году Олаф с флотом из 32 кораблей высадился на острове Мэн и встретился со своим старшим братом Рёгнвальдом в Рональдсвэе. Братья приняли решение о разделе королевства: Рёгнвальд сохранял королевский титул и остров Мэн, а Олаф получал Внешние Гебридские острова. Для борьбы против младшего брата Олафа мэнский король Рёгнвальд заключил военно-династический союз с крупным шотландским феодалом Аланом, лордом Галлоуэя (ум. 1234). В 1225 году Рёгнвальд и Алан совершили совместную военную экспедицию на подконтрольные Олафу острова, но местные жители сохранили верность своему сюзерену. В 1225—1226 году Рёгнвальд выдал свою неназванную дочь замуж за Томаса, внебрачного сына лорда Галлоуэя. В 1226 году мэнцы, недовольные альянсом Рёгнвальда с Аланом, лордом Галлоуэя, свергли его с престола и провозгласили новым королём его младшего брата Олафа Чёрного. Рёгнвальд бежал под защиту своего союзника и родственника Алана, лорда Галлоуэя.

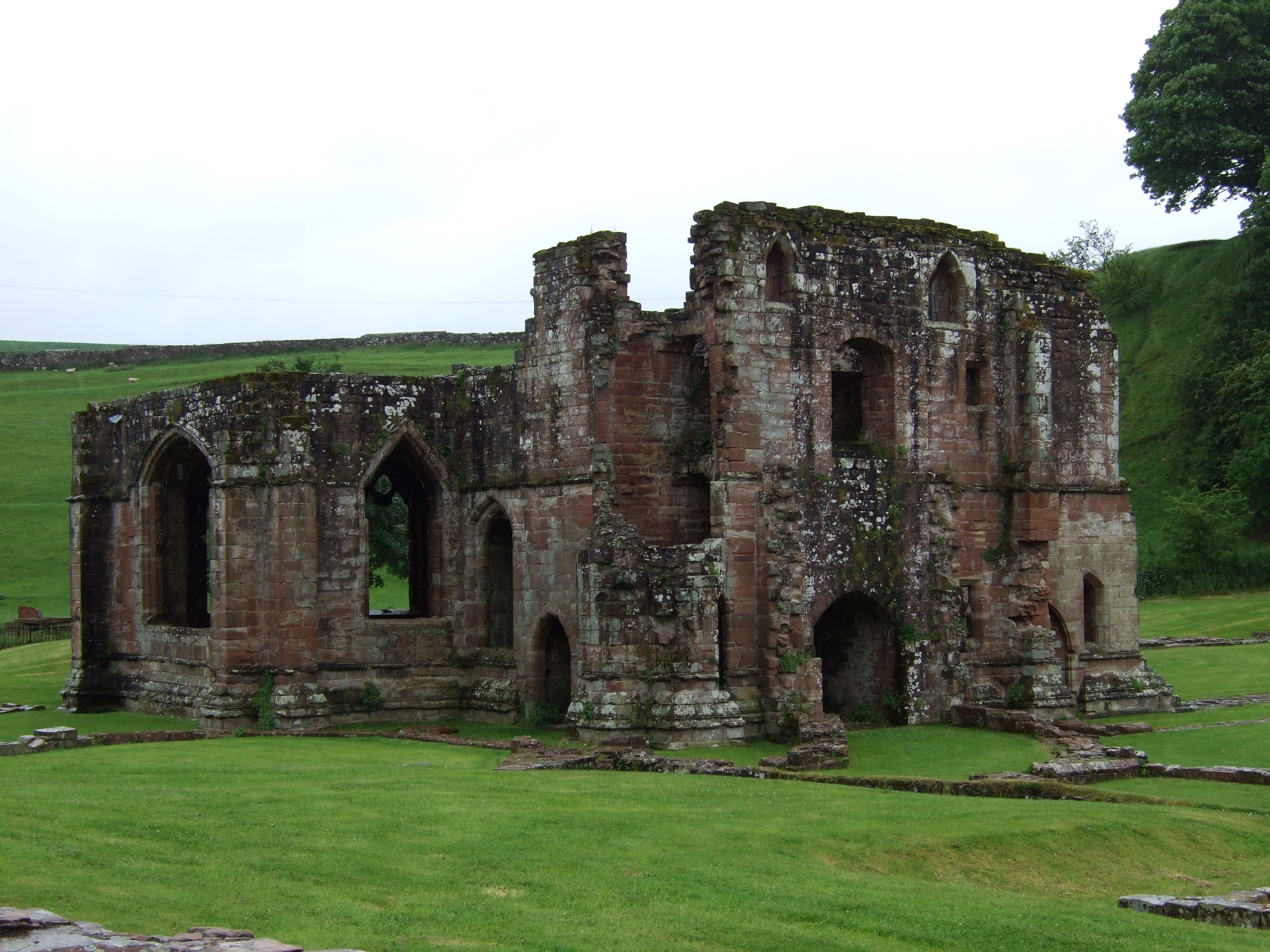
Руины аббатства Сент-Мэри в Фернессе, где был похоронен Рёгнвальд

В 1228 году, когда король Олаф и его военачальники находились на Гебридах, Рёгнвальд, Алан и его брат Томас фиц Роланд, граф Атолл, совершили нападение на остров Мэн. Захватчики полностью опустошили южную часть острова. Алан Галлоуэйский оставил на острове приставов для сбора дани и отправился обратно в Галлоуэй. После этого Олаф вернулся на остров Мэн и подчинил его свой власти. В январе 1229 года Рёгнвальд с пятью кораблями отплыл из Галлоуэя и высадился на острове Мэн, где сжег корабли Олафа. Рёгнвальд подчинил своей власти южную часть острова. 14 февраля 1229 года в битве при Тинвальде Олаф разгромил войско Рёгнвальда, который сам был убит. Исландские саги подтверждают версию о смерти Рёгнвальда в сражении. «Хроника Ланеркоста» сообщает, что Рёгнвальд был убит своими же сторонниками.
У Рёгнвальда был единственный сын Годред, король Островов (1230/1231), который также вёл борьбу против своего дяди Олафа и был убит его сторонниками на острове Льюис-энд-Харрис.